# The Barbarian (brano musicale)
The Barbarian è un brano strumentale del gruppo progressive rock inglese Emerson, Lake & Palmer. Ed è la traccia di apertura del loro album di debutto, pubblicato nel 1970. 

## Il brano
The Barbarian è la traccia più breve dell'album (4 min : 27 s). Ed è l'arrangiamento rock dell'Allegro barbaro, opera composta nel 1911 dall'ungherese Béla Bartók. Sebbene il pezzo originale sia per pianoforte solo, gli Emerson, Lake & Palmer l'hanno adattato per organo Hammond, pianoforte, basso e batteria. La musica del brano è aggressiva, con un'influenza hard rock. Greg Lake ha dato la distorsione per dare al suo basso un suono di chitarra più pieno. Quando l'album uscì, i membri della band non avevano concesso il copyright a Bartók pensando che l'etichetta avrebbe sistemato la questione. È stato poi assegnato solo ai componenti del gruppo, ma la famiglia del musicista ha citato in giudizio gli ELP per violazione dei diritti. Alla fine, il gruppo ha pagato le regalità a questa tenuta e ha aggiunto Bartók nelle ristampe. La traccia non era mai stata inclusa nelle compilation della band, prima dell'album The Essential Emerson, Lake & Palmer (2007).

## Formazione

### Gruppo
- Keith Emerson — organo, piano
- Greg Lake – basso
- Carl Palmer – batteria, gong

### Crediti
- Greg Lake – produttore